# Acanthogorgia sibogae
Acanthogorgia sibogae är en korallart som beskrevs av Stiasny 1947. Acanthogorgia sibogae ingår i släktet Acanthogorgia och familjen Acanthogorgiidae. Inga underarter finns listade i Catalogue of Life.